# ウジェーヌ・ブーダン美術館
ウジェーヌ・ブーダン美術館(Musée Eugène Boudin)は、フランスのオンフルールにある美術館である。

## 沿革
ウジェーヌ・ブーダンとその友人アレクサンドル・デュブールの発案で1868年4月に創設された。ブーダンの死後、彼の作品53点と、彼の画家仲間らの作品17点が寄贈された。その後もオンフルールにゆかりのある印象派や現代の画家たちの作品を収集している。

## コレクション
ウジェーヌ・ブーダンやクロード・モネといった印象派の作品や、ギュスターヴ・クールベ、ラウル・デュフィ、ヨハン・ヨンキント等を所蔵している。また、ノルマンディの民族衣装、家具、調度品なども展示されている。